# Adramón
Adramón, cuyo título completo es La corónica de Adramón, llamado el caballero de las damas, es un libro de caballerías español, escrito en el siglo XVI (posiblemente hacia 1530) y del cual hay un ejemplar manuscrito en la Biblioteca Nacional de Francia en París. El manuscrito procede la antigua Biblioteca Real francesa.
Adramón es un libro de caballerías relativamente atípico, ya que al contrario de lo habitual en el género, su acción se fija cronológicamente de modo preciso, en 1232. Revela influencia del Amadís de Gaula y del libro italiano Guarino Mezquino, publicado por primera vez en español en 1512.
La obra fue impresa por primera vez en 1992 en una edición anotada por el profesor norteamericano Gunnar Anderson y publicada en dos volúmenes por la editorial Juan de la Cuesta (Ediciones críticas, 4), de Newark (Delaware).